# Ivan Hetrich
Ivan Hetrich (Vinkovci, 25 d'octubre de 1921 – Stubičke Toplice, 5 d'abril de 1999) és un director i conductor de cinema i televisió croat i iugoslau, un dels fundadors de Televizija Zagreb.

## Biografia
Va assistir a l'escola pública i a tres graus de batxillerat a Vinkovci, que després va completar a Zagreb el 1939. Va estudiar i es va graduar en direcció de teatre i cinema a l'Acadèmia d'Arts Dramàtiques de Zagreb.
Des de 1946 va ser locutor i reporter, va adaptar novel·les i històries i va dirigir uns 80 drames a Radio Zagreb. Va escriure els textos de radioteatre Konvoj (de Boro Slanina, 1949) i Izvan kruga (1951). Des de 1956, treballa a Televizija Zagreb Allí hi va dirigir drames i sèries com Ekran na ekranu i Kapelski kresovi que van ser de les més famoses a Televizija Zagreb.
Va dirigir unes 12 obres de teatre en teatres de Zagreb, Karlovac i Subotica, i durant cinc anys va ser dramaturg a Zora film. Va ser locutor d'uns 100 documentals, va dirigir un llargmetratge i un curtmetratge per a nens Veliko putovanje (1958) i diversos curtmetratges, documentals i llargmetratges. A Oglašavajuće zavod Hrvatske (OZEHA), va fundar el departament de cinema i televisió, per al qual va dirigir diversos centenars d'anuncis.
Juntament amb el director Mario Fanelli, durant el mandat de rector Kosta Spaić a l'ADU, imparteix classes de direcció televisiva.
Va publicar diversos llibres d'entrevistes i diaris de viatge, i també va fer dibuixos animats amb el pseudònim de Grigorije Fućak i novel·les western amb el pseudònim de John George Jullian.

## Filmografia
- Veliko putovanje (1958)
- Proučavanje, (1959)
- Posve obična priča (1959)
- Vučjak (1961)
- Iznenađenje, (1962)
- Crne i bijele košulje, (1963)
- Hiljadu stupova dalekovoda (1962)
- Kuda idu divlje svinje (1971)
- Allegro con brio (1973)
- Seoba duša (1973)
- Kapelski kresovi (1976)

## Llibres
- Intervjui, Zagreb 1982.
- Srce u zavičaju, Zagreb 1986. — (llibres de viatges i entrevistes amb emigrants croats), text introductori Ivan Čizmić, epílogo Branislav Glumac
- Prodavač smrti (sota el pseudònim John George Jullian) 1984.
- Pod maskom (sota el pseudònim John George Jullian) 1984.
- Kockar u Gradu (sota el pseudònim John George Jullian) 1985.
- Stranac u igri (sota el pseudònim John George Jullian) 1986.
- U potrazi za hrvatima: Kroz Australiju, Zagreb 1996.
- U potrazi za hrvatima: Kroz Južnoafričku Republiku, Zagreb 1996.
- U potrazi za hrvatima: Kroz Južnu Ameriku, Zagreb 1996.